# Atlapetes albinucha
El atlapetes nuquiblanco (Atlapetes albinucha), también denominado saltón de nuca blanca, gorrión montés gorgiamarillo y saltón gargantiamarillo, es una especie de ave paseriforme de la familia Passerellidae que puebla los bosques de montaña del sureste de México, América Central y el oeste de Colombia.
Es de tamaño mediano, de unos 17 cm en promedio desde el pico hasta la punta de la cola. Tanto machos como hembras son de cabeza negra, con algunas rayas blancas distintivas en la corona y la nuca. El color negro se extiende a lo largo de la espalda, la rabadilla y la cola, y se diluye hacia las regiones ventrales, que son amarillas brillantes, desde la garganta hasta las plumas cobertoras inferiores de la cola. El pico es negro y las patas marrón oscuro. Los individuos juveniles son parduzcos más que negros, con el vientre rayado. 
Algunos autores incluyen dentro de esta especie a un ave muy parecida que habita en Centroamérica (desde Chiapas hasta Panamá), que se diferencia de las poblaciones del oriente de México por tener amarilla la garganta y blanco el pecho y el vientre. 
Sin embargo, Peterson y Chalif (2008), y Sibley y Monroe reconocen las poblaciones sureñas como una especie distinta, A. gutturalis.
Vive en el interior de bosques húmedos de montaña, desde los 600 hasta cerca de los 2 000 m snm. 